# 병원 (인물)
병원(邴原)(? ~ ?) 후한 말과 삼국시대의 인물이며 자는 근구(根桕)로 청주 북해국 주허현 사람. 화흠, 관녕과 함께 일룡이라 불리면서 세상 사람들이 병원은 용의 배(일룡지복/一龍之腹)라고 여겼으며, 정사 삼국지보다 원별전 등 다른 곳에 더 많은 내용이 기록되어 있다.

## 어린 시절
어려서 아버지를 잃었기에 집이 가난했는데, 서사를 지나갈 때마다 서글피 울자 서사의 선생이 이를 이상하게 여겨 왜 우냐고 물어보니 이에 병원이
"고아는 쉽게 상처를 입고, 가난한 사람은 쉽게 자극을 받습니다. 무릇 책이란 반드시 부형이 있어야 갖출 수가 있는데, 첫째는 고아가 아닌 아이들이 부럽고 둘째는 공부를 하는 것이 부럽습니다. 마음이 슬프니 눈물이 저절로 납니다."
공부도 안 한 11살짜리가 이런 말을 하자 선생이 감격, 돈이 없어도 된다면서 책을 병원에게 주니 병원은 겨울 안에 효경과 논어를 익히는 등 다른 학생들이 병원을 도저히 따라가지 못해 병원은 이제는 유학이 가고 싶다면서 안구의 손숭을 찾아간다. 손숭은 다음과 같은 말로 병원의 태도를 나무란다.
"정군은 고금의 서적을 두루 섭렵했으며, 견문이 넓어서 상당한 지식을 갖추고 있다네. 그의 학문은 깊고도 넓으니 공부를 하고자 하는 사람에게는 그보다 나은 스승이 없다네. 자네가 그를 버리고 천리 밖을 나간다고 하니 정군이야말로 동가의 공구라는 말을 전해주고 싶네. 자네는 알지도 못하면서 안다고 하는가?"
이 말에 병원이 답하길
"선생님의 말씀을 듣고 보니 쓴 약을 먹고 좋은 침을 맞은 것과 같습니다. 그러나 제가 아직은 그곳에 갈 때는 아닌 것 같습니다. 사람에게는 각자의 뜻이 있고, 세상을 헤아리는 것도 다릅니다. 그러므로 어떤 사람은 산에 올라가야 옥을 캐고, 바다에 들어가야 진주를 캔다고 합니다. 어찌 산에 오르는 사람이라고 바다의 깊이를 모르고, 바다에 들어가는 사람이라고 산의 높이를 모르겠습니까? 선생님은 저에게 정군을 동가구라고 말씀하신다면 저는 서가의 어리석은 녀석이 되겠군요."
이 말을 들은 손숭은 아무 말도 못 하고 병원이 연주와 예주의 사대부 중 최고라며 칭송하고 자신의 책을 바치니 일단 책을 받아가던 병원은 "스승이 없는데 책이 뭔 소용이람?" 라며 기껏 받은 책은 집에 던져두고 스승을 찾아 길을 떠난다.
그는 주당이었음에도 불구하고 8, 9년 동안 유람하면서 한 방울도 입에 대지 않을 정도로 마시지 않으며, 노력한 끝에 진류에서는 한자조를 스승으로 모시고 영천에서는 진식을 선배로 모셨다. 여남에서는 범방, 탁군에서는 노식과 친하게 되었다. 이윽고 고향으로 돌아갈 결심을 하게 된 병원은 친구들과 이별을 하니 친구들은 그에게 술을 주는 대신에 쌀과 고기를 주며 송별했다. 하지만 병원은 여기서
"나는 원래 술을 잘 마셨지만 아무 생각도 없고 업을 이룩하지 못했기 때문에 술을 끊었습니다. 지금 멀리 떠나는 마당에 노자를 주시니 한 잔 마시는 것이야 어떻겠습니까?"
라며 하루종일 술을 마셨으나 취하지 않았다고 한다.
고향으로 돌아와서 집안에 내팽겨두었던 책을 손숭에게 돌려주면서 안에 담긴 뜻을 하나도 이해하지 못했다고 하는 패기를 보여주고 얼마 안 있어 군의 주부로 임명된다.

## 공융 휘하
당시에 노국에는 공융이 공경(公卿)이 될 만한 인재, 정현이 연(掾)이 될만한 인재, 팽구가 리(吏)가 될 만한 인재를 뽑아서 가르치고 있었다.
병원은 '좌(佐)'에 해당하는 인물로 평가되었다. 공융은 '좌'에 해당하는 어떤 한 사람을 유난히 아껴서 항상 대단히 감탄을 했는데 나중에 공융의 화를 돋우니 공융은 그를 죽이려고 했다. 이에 관리들이 모두 용서해달라며 간청하고 그 사람 또한 피가 날 정도로 머리를 찧으며 사죄를 했음에도 공융은 그를 용서하지 않았는데 유독 병원만은 그를 위해 청을 하지 않았다. 이를 이상하게 여긴 공융은 병원에게 왜 넌 가만히 있냐 라고 하니 병원은
"그에 대한 명부(공융)의 마음은 원래 그리 박하지 않았습니다. 항상 연말에는 그를 천거하는 말씀을 하시면서, '나에게는 아들이 하나가 있다.'고 하셨습니다. 명부께서는 그를 사랑하셔서 마치 아들처럼 여기시다가, 미워하시니 죽을 위기에 놓였습니다. 어리석은 저는 명부께서 그를 사랑하셨는지 아니면 미워하셨는지를 알지 못하겠습니다"
공융은 이에 답해
"어떤 학생은 나의 문중으로 들어와 내가 형제처럼 대하다가 발탁해 등용했다. 모는 지금 홀로 은혜를 입고 있다. 대체로 옳은 사람은 더 나아가게 하고, 나쁜 사람은 죽이는 것이 참된 군자의 도이다. 전에 응중원은 태산군수로 있을 때 어떤 사람을 효렴으로 천거했다가 불과 열흘 만에 죽였다. 대체로 군자의 애정이라도 두텁고 얇음이 항상 같지는 않다!"
라는 피장파장의 오류의 대표적인 예로 들어가도 손색없을 정도의 발언을 하니 병원이 바로 반박해
"응중원이 효렴으로 천거했다가 죽인 것이 의로운 일입니까? 대체로 효렴은 국가의 준재를 선발하는 제도입니다. 천거를 했다면 죽이는 것은 잘못된 일이며, 죽여야 할 사람이었다면 천거를 한 것이 잘못된 일입니다. 시경에는 그가 나의 아들이 되었으니, 근친혼을 시킬 수는 없다고 했습니다. 논어에는 사랑하면 그를 살리려고 하며, 미워하면 그를 죽이려고 한다. 이미 살리려고 해놓고, 또 다시 죽이려고 한다면 그것이 바로 미혹이다. 라고 했습니다. 응중원의 미혹함이 이토록 심한데 명부께서는 어찌 그를 닮으려고 하십니까?"
라며 경전의 대표적인 문구를 대어 반박하니 공융은 크게 웃으면서 내가 농담을 했을 뿐이라고 발뺌을 하려고 하니 병원은 다시 말을 이어
"군자의 말은 몸에서 나오지만 백성들에게 영향을 미칩니다. 그러므로 언행은 군자의 지도리와 같습니다. 어찌 사람을 죽이려고 해놓고 농담이었다고 하십니까?"
결국 공융도 이렇게 되니 더 이상 아무 말도 하지 못했다.
그런 이유 때문인지 공융이 왕수에게 효렴의 직위를 주려고 할 때 왕수는 사양하며 병원에게 넘기려 했음에도 공융은 다음과 같은 말로 사양한다.
"병원이 현명한 사람인 것은 내가 이미 알고 있다. 옛날에 고양씨에게는 8명의 유능한 아들이 있었지만 요는 그들을 모두 등용하지 않았다. 그러나 나중에 순은 그들을 모두 등용했다. 병원은 자리가 없어도 염려하지 않을 사람이다. 나중까지 현자로 남아도 되지 않겠는가?"
그리고는 끝내 왕수를 효렴으로 임명한다.
이런 공융의 모습과 한의 조정으로 인해 뇌물이 횡행하자 병원은 그러한 현실이 싫어 가족들을 데리고 울주의 산속으로 들어가려고 하자 군민들 가운데 적지 않은 사람들이 그를 따라 나섰고 공융은 다급해하면서 그를 유도로 추천해 다음과 같은 편지를 보낸다.
"성을 닦고 정절을 보존하며, 청허함으로 고상한 덕을 지키고, 위험한 곳으로 들어가지 않다면 오래도록 낙토에서 살 수가 있을 것이다. 왕실은 여러 가지 어려움이 닥쳐 지금 호경으로 옮겨갔다. 성조는 수고롭게도 겸손하게 재능과 의를 갖춘 인재를 찾아 자문을 구하려 하고 있다. 나는 안정을 구하기 위해 조정으로 가서 책명을 받고 최선의 노력을 다할 것이다. 나라가 장차 무너진다면 자신의 안위를 잊고 나라를 걱정해야 하며, 집안이 망하게 되니 제영은 맨발로 뛰어나갔다. 평범한 아녀자도 의를 그렇게 지켰다. 근구를 생각하니 인을 다하는 것을 자신의 소임으로 생각하는 사람이 아닌가? 물에 빠진 사람이 있으면 손을 내밀고, 어려움으로부터 백성을 구해야하지 않겠는가? 편안한 곳에서 쉬더라도 나를 돌아보지 않는 것이 군자의 도리라 하니 그와 같이 하지 않겠는가? 근구! 근구! 오지 않겠는가!"
이런 내용을 보내지만 이미 공융에게 정 떨어질 대로 떨어진 병원은 공손도의 인망을 듣고 황건적의 난도 피할 겸 국연, 관녕, 왕렬과 함께 요동에서 난을 피한다.